# Велике Оріхове
Вели́ке Орі́хове — селище Макіївської міської громади Донецького району Донецької області, Україна. Розташоване за 27 км від Донецька. Відстань до райцентру становить близько 15 км і проходить автошляхом місцевого значення.

## Населення

### Мова
Розподіл населення за рідною мовою за даними перепису 2001 року:
| Мова            | Кількість | Відсоток |
| --------------- | --------- | -------- |
| російська       | 572       | 74.67%   |
| українська      | 181       | 23.63%   |
| білоруська      | 4         | 0.52%    |
| румунська       | 1         | 0.14%    |
| інші/не вказали | 8         | 1.04%    |
| Усього          | 766       | 100%     |

За даними перепису 2001 року населення селища становило 766 осіб, із них 23,63 % зазначили рідною мову українську, 74,67 % — російську, 0,52 % — білоруську, 0,13 % — румунську та молдовську мови.